# 청계초등학교 (전남)
청계초등학교는 대한민국 전라남도 무안군 청계면 상마리에 있는 공립 초등학교이다.

## 학교 연혁
- 1930년 9월 1일 청계공립보통학교 개교
- 1938년 4월 1일 청계공립심상소학교 개칭[1]
- 1941년 4월 1일 청계공립국민학교 개칭[2]
- 1956년 2월 9일 청계국민학교로 개칭
- 1994년 3월 1일 복길국민학교 통폐합
- 1995년 3월 1일 구남분교장 통폐합
- 1996년 3월 1일 청계초등학교로 개칭[3]
- 2000년 3월 1일 청계서분교장 본교로 편입
- 2007년 3월 1일 청계서분교장 통폐합
- 2007년 3월 1일 병설유치원 폐원
- 2019년 9월 1일 제34대 강혜선 교장 취임
- 2020년 2월 17일 제87회 졸업장 수여식(24명 졸업, 총 졸업생 6,849명)

## 학교 상징
- 교화 - 동백 : 절개, 사랑의 기쁨
- 교목 - 소나무 : 굳센 의지, 씩씩한 기상과 끈기
- 교색 - 녹색 : 자유와 평화, 그리고 꿈

## 참고 자료
- 청계초등학교 - 한국교육학술정보원 학교알리미